# Золин, Дмитрий Андреевич
Дмитрий Андреевич Золин (1927—2013) — советский передовик производства, тракторист совхоза «Изобильненский» Изобильненского района Ставропольского края. Герой Социалистического Труда (1982).

## Биография
Родился 8 ноября 1927 года в селе Безопасное Труновского района Ставропольского края в крестьянской семье. 
С 1942 года, после окончания четырёх классов Безопасненской сельской школы, в период Великой Отечественной войны в возрасте пятнадцати лет начал свою трудовую деятельность в колхозе села Безопасное Труновского района Ставропольского края. После окончания курсов трактористов начал работать комбайнёром в этом колхозе.
С 1963 года продолжал работать механизатором в совхозе «Изобильненский», добиваясь в своей трудовой деятельности высоких производственных показателей и многократного перевыполнения государственных планов. 26 апреля 1971 года  Указом Президиума Верховного Совета СССР «за отличие в труде и за досрочное выполнение плановых заданий восьмой пятилетки (1966—1970)»  Дмитрий Андреевич Золин был награждён Орденом Трудового Красного Знамени.
7 декабря 1973 года  Указом Президиума Верховного Совета СССР «за выдающиеся успехи в труде и по итогам работы в 1973 году»  Дмитрий Андреевич Золин был награждён высшей наградой государства — Орденом Ленина.
23 декабря 1976 года  Указом Президиума Верховного Совета СССР «за выдающиеся достижения в области развития народного хозяйства»  Дмитрий Андреевич Золин был награждён Орденом Октябрьской революции.
12 апреля 1982 года Указом Президиума Верховного Совета СССР «за достижение высоких результатов и трудовой героизм, проявленный в выполнении планов и социалистических обязательств по увеличению производства и продажи государству зерна и других сельскохозяйственных продуктов в 1981 году»  Дмитрий Андреевич Золин был удостоен звания Героя Социалистического Труда с вручением Ордена Ленина и золотой медали «Серп и Молот».
С 1988 года Д. А. Золин вышел на заслуженный отдых, жил в городе Изобильный Ставропольского края. 
Скончался 6 апреля 2013 года в городе Изобильном.

## Награды
- Медаль «Серп и Молот» (12.03.1982)
- Орден Ленина (07.12.1973; 12.03.1982)
- Орден Октябрьской революции (23.12.1976)
- Орден Трудового Красного Знамени (08.04.1971)
- Медаль «За трудовую доблесть» (19.04.1967)

### Звания
- Почётный гражданин Изобильненского района (28.09.2004[2]).

## Память
- С 2003 года имя Д. А. Золина носит одна из улиц города Изобильный[3]